# Ptychopyxis chrysantha
Ptychopyxis chrysantha är en törelväxtart som först beskrevs av Karl Moritz Schumann, och fick sitt nu gällande namn av Airy Shaw. Ptychopyxis chrysantha ingår i släktet Ptychopyxis och familjen törelväxter.
Artens utbredningsområde är Papua Nya Guinea. Inga underarter finns listade i Catalogue of Life.